# Zamość
Zamość (polsky: [ˈzamɔɕt͡ɕ]; jidiš: זאמאשטש, romanizováno: Zamoshtsh; latinsky: Zamoscia, česky: Zámostí) je historické město v jihovýchodním Polsku. Nachází se v jižní části Lublinského vojvodství, asi 90 km od Lublinu a 247 km od Varšavy. V roce 2021 měla Zamość 62 021 obyvatel.
Zamość založil v roce 1580 polský velký kancléř Jan Zamojski, který z něj chtěl mít ideální město. Historické centrum města Zamość bylo přidáno na seznam světového dědictví UNESCO v roce 1992 na základě rozhodnutí šestnáctého řádného zasedání Výboru pro světové dědictví, které se konalo mezi 7. a 14. prosincem 1992 v Santa Fe v Novém Mexiku ve Spojených státech amerických; bylo uznáno jako „jedinečný příklad renesančního města ve střední Evropě“.
Zamość je asi 20 kilometrů od Roztoczanského národního parku.

## Poloha
Město leží ve východní části Polska, na severním okraji vysočiny Roztocze a protéká jím říčka Łabuńka. Administrativně město náleží do Lublinského vojvodství, jehož je třetím největším městem a jihovýchodním centrem. V letech 1975–1998 bylo centrem vojvodství. Žije zde 64 969 obyvatel (2015).

## Dějiny a pamětihodnosti
Město, založené roku 1580 kancléřem a hejtmanem Janem Zamoyským, je dnes především kulturním a v poslední době též turistickým střediskem; díky svým stavebním památkám nazýváno „perlou polské renesance“, „městem arkád“ či „Padovou severu“. Z počátku 17. století pochází také místní synagoga.
Ve městě stojí katedrála Zmrtvýchstání Páně a svatého Tomáše.
V roce 1871 se zde narodila marxistická teoretička Rosa Luxemburgová.
Za nacistické okupace bylo okolí Zámostí vybráno pro projekt německé kolonizace. Město bylo přejmenováno na Himmlerstadt. V rámci Akce Reinhartd 110 000 lidí bylo vyhnáno z domovů, 6000 Židů bylo internováno ve zdejším sběrném táboře (ghettu) zřízeném v místní tvrzi a následně deportováno do vyhlazovacích táborů Belzec, Majdanek, Osvětim a dalších.
Roku 1992 bylo zamojské staré město zapsáno na seznam Světového dědictví UNESCO.

## Doprava
Zámostí leží na dávné obchodní trase spojující Varšavu a Lvov. Dnes v tomto směru vede mezinárodní silnice. Naopak hlavní železniční trasy vedou jinými směry; železniční doprava byla postupně redukována, až byly nakonec v roce 2009 všechny spoje zrušeny. V roce 2011 byly částečně obnoveny a navíc byly zavedeny regionální spoje do Lublina. Kolem města prochází také nákladní širokorozchodná trať LHS z katovické průmyslové oblasti na Ukrajinu; společnost PKP Linia Hutnicza Szerokotorowa, jež tuto trať provozuje, sídlí právě v Zámostí.

## Sport

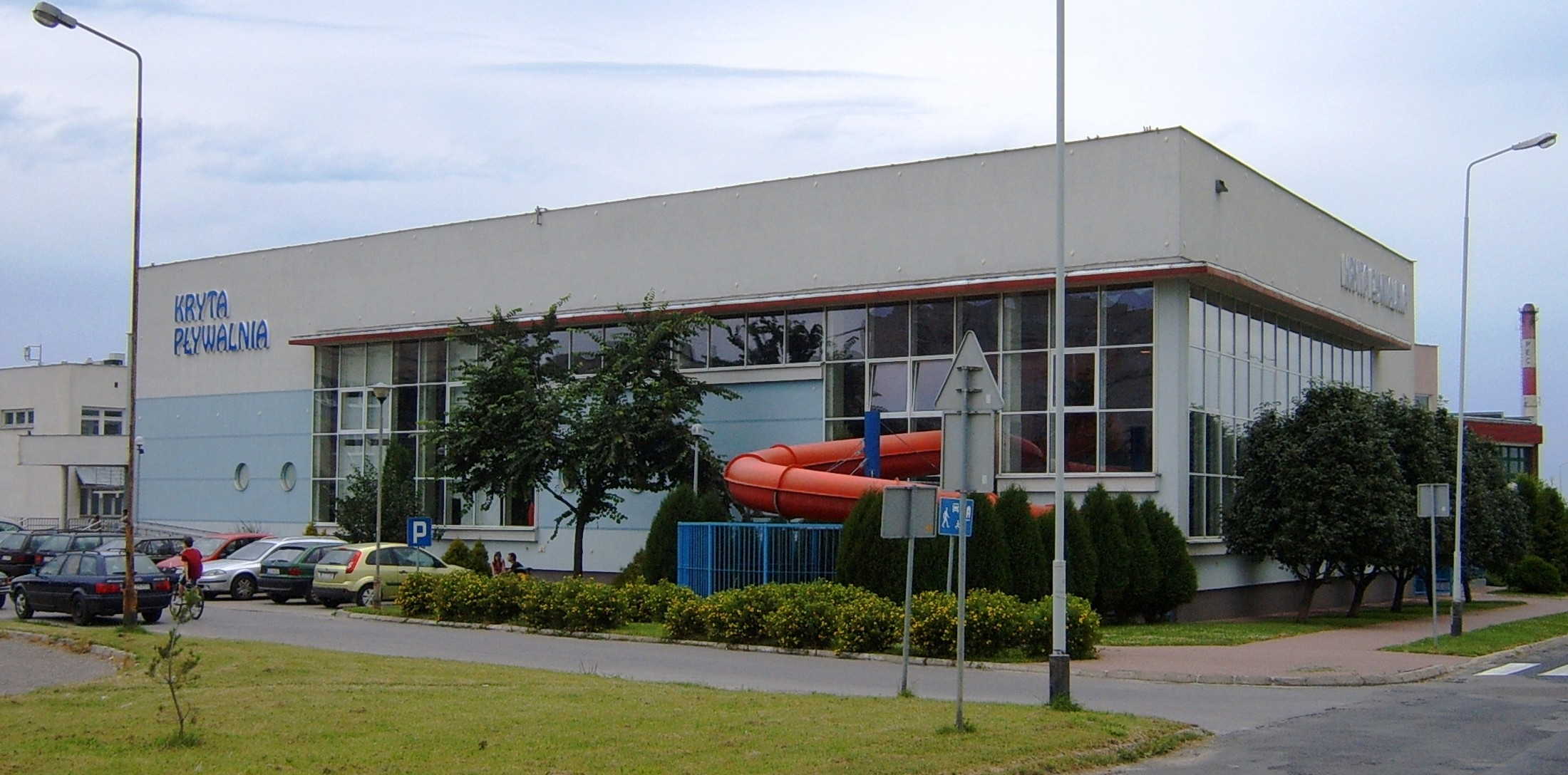
Bazén

Zamość je sídlem několika sportovních klubů, z nichž nejvýznamnější je házenkářský tým Padwa Zamość, fotbalový tým Hetman Zamość a multisportovní klub Agros Zamość s oddíly pro atletiku, lukostřelbu, cyklistiku, vzpírání, zápas a sumo.

## Fotogalerie

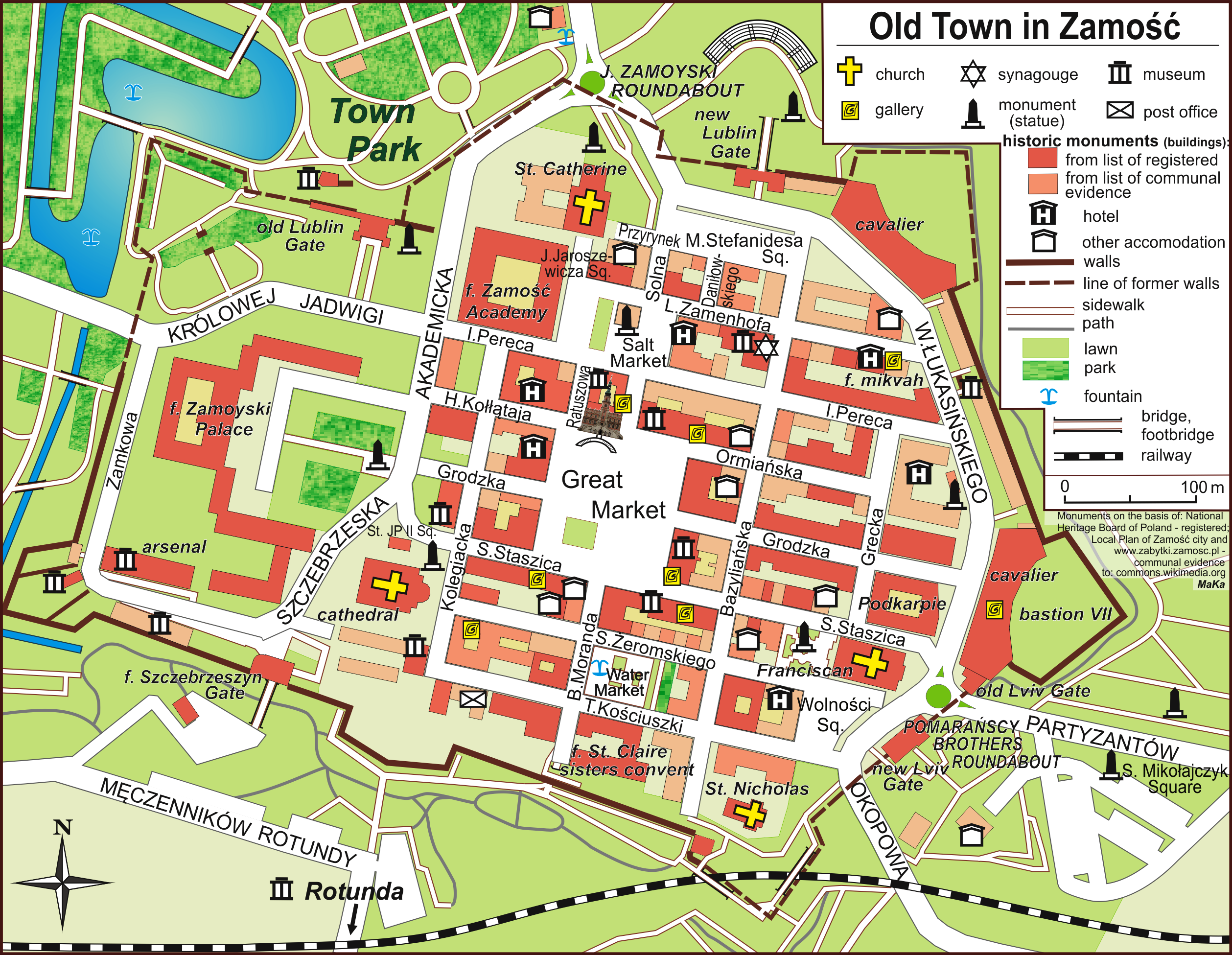
historické centrum
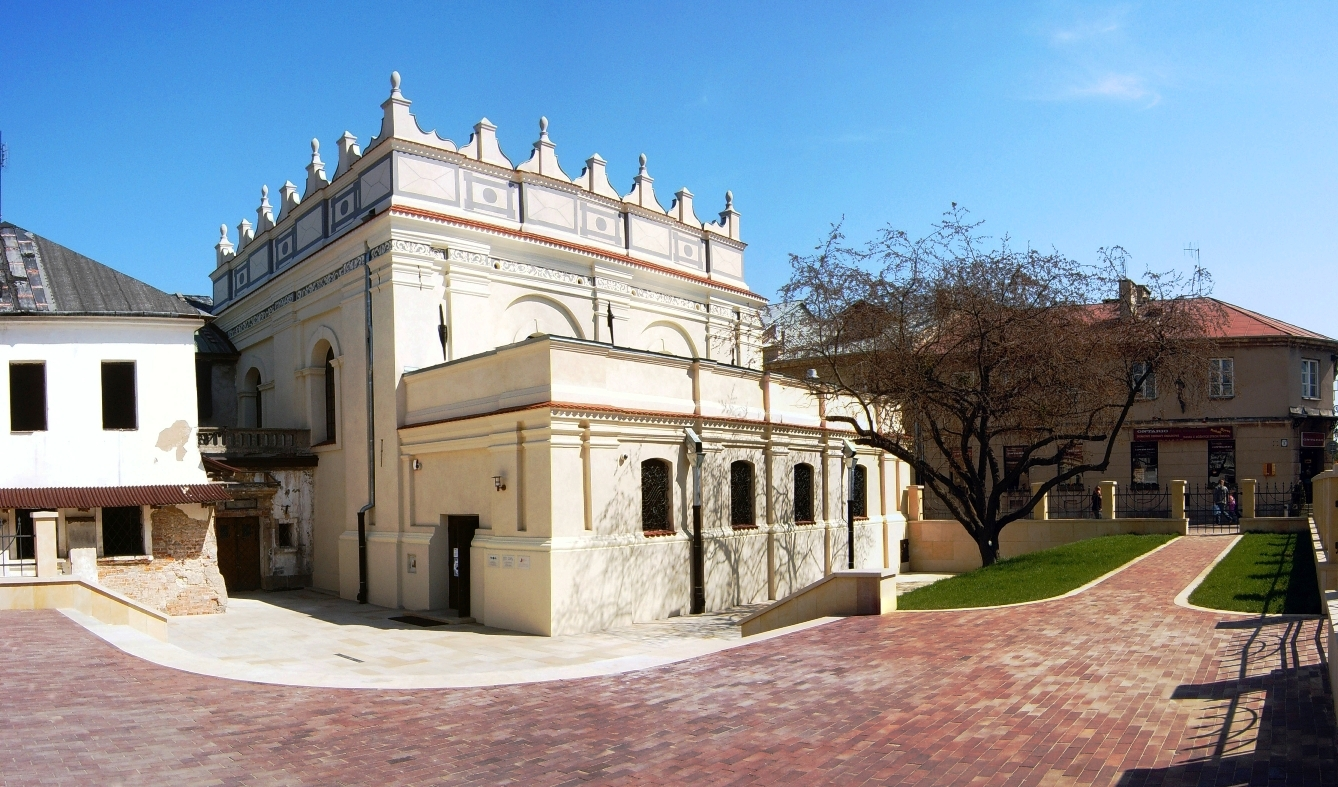
zdejší renesanční synagoga
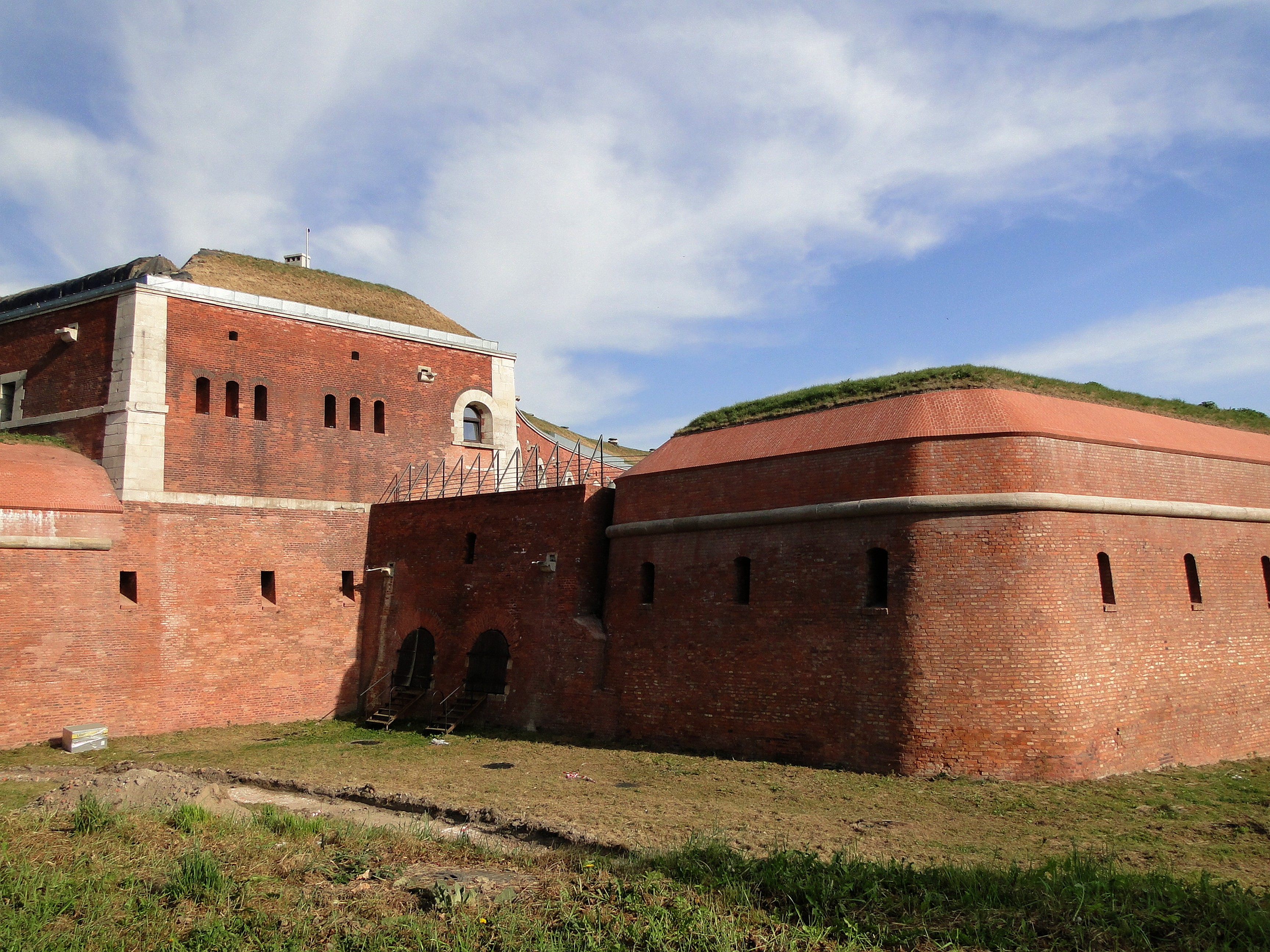
opevnění historického centra
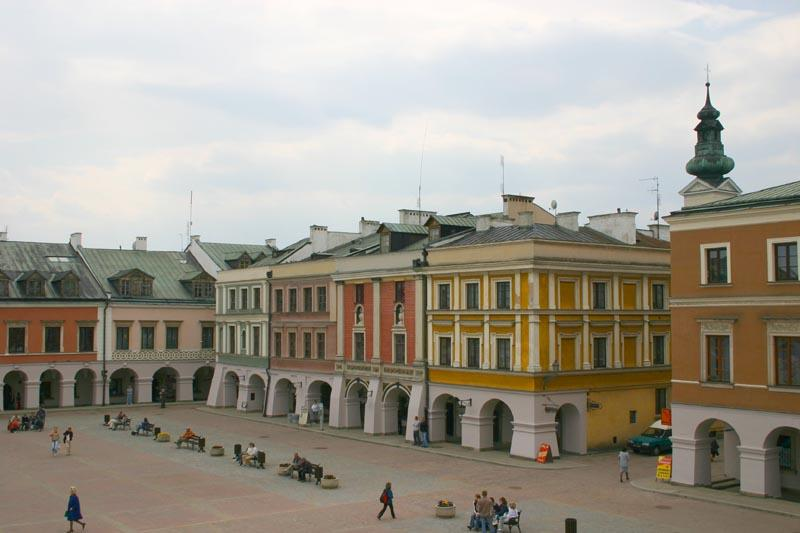
hlavní náměstí ve městě